# Heimmindestbauverordnung
Die Verordnung über bauliche Mindestanforderungen für Altenheime, Altenwohnheime und Pflegeheime für Volljährige (Heimmindestbauverordnung – HeimMindBauV) legt bauliche Mindestanforderungen für Heime im Sinne des Heimgesetzes fest.
Da das Heimrecht mit der Föderalismusreform auf die Länder übertragen wurde, gilt die Verordnung nur noch in den Bundesländern, die die Verordnung ausdrücklich weiter für anwendbar erklärt haben (z. B. Freie Hansestadt Bremen).
Zu den wesentlichen Vorschriften gehören:
- Heime müssen barrierefrei sein und ggfs. über einen Aufzug verfügen (§§ 3, 4)
- Flure und Treppenräume müssen nachts beleuchtet sein; jedes Zimmer muss über eine Steckdose zum Anschluss einer Lampe (z. B. Leselampe) verfügen (§ 6)
- Jedes Zimmer muss über eine Rufanlage verfügen (§ 7)
- Jedes Heim muss über ein Patiententelefon verfügen (§ 8)
- Sämtliche Zimmer und die Toiletten müssen im Notfall (z. B. im Brandfall) auch von außen zugänglich sein, um einen zweiten Fluchtweg sicherzustellen (§ 9)
- Badewannen und Duschen müssen einen Sichtschutz haben, Gemeinschaftsanlagen ohne Sichtschutz sind nicht zulässig (§ 10)
- Das Heim muss über eine Heizung verfügen (§ 12)
- Jedes Zimmer muss mindestens 12 m² groß sein. Mehrfachbelegung ist zulässig, größere Zimmer als Vierbettzimmer sind aber grundsätzlich nicht statthaft (§§ 14, 19, 23)

Bei Wohnheimen für Menschen mit seelischer oder geistiger Behinderung kann aufgrund der besonderen Bedürfnisse der Bewohner unter Umständen von den Anforderungen der Verordnung abgewichen werden (§ 29).
Nach § 32 HeimMindBauV stellt der Betrieb einer näher bestimmten mangelhaften Einrichtung eine Ordnungswidrigkeit dar.